# Ordine dell'Eccelso Ritratto
L'Ordine dell'Eccelso Ritratto (in ottomano: Tasvir-i Humayun Nishani) fu un'onorificenza cavalleresca dell'Impero ottomano.

## Storia

Il principe Miloš Obrenović I di Serbia in un ritratto del 1848. Si noti al collo il medaglione dell'Ordine dell'Eccelso Ritratto

L'onorificenza venne istituita nel 1832 dal sultano Mahmud II come ordine famigliare per ricompensare quanti si fossero distinti particolarmente verso il sultano in carica. Una delle prime nomine fu quella dell'imprenditore e filantropo armeno Harutyun Bezciyan (1771-1834) e venne seguito da altre nomine importanti come il principe Miloš Obrenović I di Serbia, fedele vassallo turco, ed il Wālī d'Egitto, Mehmet Ali, come pure il nipote di questi, il feldmaresciallo ʿAbbās I d'Egitto. L'istituzione di un'onorificenza che raffigurava il sovrano, rappresentava una chiara rottura con le regole religiose islamiche che disapprovavano le raffigurazioni, al punto che il ritratto del sultano non compariva nemmeno sulle monete e pochi erano i ritratti, se non strettamente necessari ed ufficiali; il tutto era sostituito dal tughra, la firma calligrafata del sovrano.
Dopo la caduta dell'Impero Ottomano, la proclamazione della Repubblica di Turchia e l'abolizione del califfato nel 1923, l'ordine non venne più concesso.

## Insegne
- La medaglia consisteva in un medaglione circolare ingioiellato con al centro il ritratto del sovrano ottomano che lo concedeva.
- Il nastro era completamente rosso.